# Lotus 92
Chronologie des modèles (1983)
Lotus 91 Lotus 93T
La Lotus 92 est une monoplace de Formule 1 engagée par l'écurie britannique Team Lotus dans le cadre des huit premières manches du championnat du monde de Formule 1 1983. Elle est pilotée par le Britannique Nigel Mansell.

## Historique
Etroitement dérivée de la Lotus 91, la 92 est la dernière Lotus de Formule 1 équipée d'un moteur Ford-Cosworth, clôturant dix-sept années de collaboration. Conforme à l'esprit du fondateur de la marque Colin Chapman, la 92 apparaît comme une innovation avec son inédite suspension hydraulique active censée compenser le manque de puissance du moteur Cosworth face aux blocs turbocompressés des équipes adverses. Le concept de suspension active n'est pas une nouveauté pour les ingénieurs de Lotus qui en ont doté certains prototypes de Lotus Esprit et Lotus Excel.
Sur la monoplace de Nigel Mansell le système n'apporte pas les performances escomptées : lourde et imprévisible, la voiture ne lui permet de ne marquer qu'un seul point en huit courses et quatre abandons. Comme la Lotus 93T utilisée par son équipier Elio De Angelis et que Mansell pilotera lors d'une course hors championnat, n'apporte pas non plus satisfaction, l'équipe Lotus changera une troisième fois de voiture en cours de saison.
Si la Lotus 92 se révèlera être un échec, le concept de suspension active sera repris en 1987 sur la Lotus 99T qui permettra à Ayrton Senna de signer la dernière victoire de Lotus en Formule 1.

## Résultats en championnat du monde de Formule 1
| Saison | Écurie                 | Moteur               | Pneus   | Pilotes       | Courses | Courses | Courses | Courses | Courses | Courses | Courses | Courses | Courses | Courses | Courses | Courses | Courses | Courses | Courses | Points inscrits | Classement |
| Saison | Écurie                 | Moteur               | Pneus   | Pilotes       | 1       | 2       | 3       | 4       | 5       | 6       | 7       | 8       | 9       | 10      | 11      | 12      | 13      | 14      | 15      | Points inscrits | Classement |
| ------ | ---------------------- | -------------------- | ------- | ------------- | ------- | ------- | ------- | ------- | ------- | ------- | ------- | ------- | ------- | ------- | ------- | ------- | ------- | ------- | ------- | --------------- | ---------- |
| 1983   | John Player Team Lotus | Ford-Cosworth DFV V8 | Pirelli |               | BRÉ     | USO     | FRA     | SMR     | MON     | BEL     | USE     | CAN     | GBR     | ALL     | AUT     | P-B     | ITA     | EUR     | AFS     | 1               | 12e        |
| 1983   | John Player Team Lotus | Ford-Cosworth DFV V8 | Pirelli | Nigel Mansell | 12e     | 12e     | Abd.    | 12e     | Abd.    | Abd.    | 6e      |         |         |         |         |         |         |         |         | 1               | 12e        |

Légende : ici 